# Dagmar Blei
Dagmar Blei (* 9. August 1940 in Labiau) ist eine deutsche Linguistin.

## Leben
Nach einer Möbeltischlerlehre in den Deutschen Werkstätten Hellerau und der Sonderreifeprüfung begann Blei 1959 ein Pädagogikstudium (Deutsch, Kunsterziehung) und war ab 1962 als Lehrerin in Sayda tätig. Von 1964 bis 1967 arbeitete sie als Assistentin am Lehrstuhl für Deutsche Literatur am Pädagogischen Institut Dresden und legte von 1966 bis 1969 ein Fernstudium an der PH Potsdam ab. Bereits 1967 arbeitete sie als Lektorin für deutsche Sprache an ihrer, zur Pädagogischen Hochschule erhobenen Wirkungsstätte in Dresden. Sie promovierte 1974 im Fach Textlinguistik an der PH Dresden und legte im Jahr 1981 ihre Promotion B – 1991 in eine Habilitation umgewandelt – im Bereich Hochschuldidaktik Deutsch als Fremdsprache (DaF) ab. Sie wurde 1982 Dozentin für Methodik des Mutter- und Fremdsprachenunterrichts Deutsch an der PH Dresden und im Jahr 1985 Professorin für Deutsch als Fremdsprache an der PH Dresden. Sie war zu dem Zeitpunkt die erste Lehrstuhlinhaberin für DaF an einer Pädagogischen Hochschule der DDR.
Im Jahr 1992 übernahm sie an der Technischen Universität Dresden die Vertretung der Professur für Deutsch als Fremdsprache und wurde 1995 zur Professorin für Deutsch als Fremdsprache berufen. Zugleich war sie die Geschäftsführende Direktorin des Instituts für Germanistik an der Fakultät Sprach- und Literaturwissenschaften der TU Dresden. Im Jahr 2004 wurde sie emeritiert. Blei ist verheiratet und hat zwei erwachsene Kinder.

## Wirken
Blei beschäftigte sich unter anderem mit der Wissenschaftsgeschichte des Faches Deutsch als Fremdsprache, mit Entwicklungstendenzen der deutschen Gegenwartssprache sowie Migrationsliteratur und Interkulturellem Lernen. Sie veröffentlichte über 130 Aufsätze und Monografien unter anderem zu den Themen Textlinguistik, Sprachlehr- und -lernforschung, Linguistik und DaF-Fachgeschichte.

## Schriften (Auswahl)
- Zur Emotionalität in Reportagen. Versuch einer allgemeinen textlinguistischen Grundlegung. Pädagogische Hochschule Dresden, Dissertation, 1974.
- Grundlagen für die Einbeziehung des Konzepts der Kommunikationsverfahren in die fremdsprachige Weiterbildung ausländischer Deutschlehrer. Pädagogische Hochschule Dresden, Dissertation B, 1981.
- Kommunikationsverfahren im Deutschen als Fremdsprache. Ein kritisches Resümee zum Stand der Einbeziehung kommunikationslinguistischer Vorleistungen in den Fremdsprachenunterricht. In: Wissenschaftliche Zeitschrift der Pädagogischen Hochschule Potsdam. Bd. 27, Nr. 2, 1983, ISSN 0138-290X, S. 257–263, (2. Auflage: (= Dresdner Reihe zur Lehre. 16, ISSN 0233-0768). Pädagogische Hochschule „Karl Friedrich Wilhelm Wander“, Dresden 1985).
- Weiterbildungsbedarf und Weiterbildungsstrategie in „Deutsch als Fremdsprache“ – Ein Diskussionsansatz. In: Germanistische Mitteilungen. H. 21, 1985, ISSN 0771-3703, S. 69–76.
- Können funktional-kommunikative Merkmale eines Sprachhandlungstyps von sprachdidaktischer Bedeutung sein. In: Deutsch als Fremdsprache. Bd. 23, Nr. 2, 1986, ISSN 0011-9741, S. 109–113, (online).
- Methodische Grundlagen einer Fachgeschichte des Deutschen als Fremdsprache. In: Claus Altmayer, Roland Forster (Hrsg.): Deutsch als Fremdsprache. Wissenschaftsanspruch – Teilbereiche – Bezugsdisziplinen (= Werkstattreihe Deutsch als Fremdsprache. 73). Lang, Frankfurt am Main u. a. 2003, ISBN 3-631-50418-7.
- Zur Fachgeschichte Deutsch als Fremdsprache. Eigengeschichten zur Wissenschaftsgeschichte (= Deutsch als Fremdsprache in der Diskussion. 6). Lang, Frankfurt am Main u. a. 2003, ISBN 3-631-50641-4.